# Rickard Rakell
Rickard Lars Gunnar Roland Rakell (* 5. května 1993, Sundbyberg) je švédský hokejový útočník hrající v severoamerické National Hockey League (NHL) za tým Pittsburgh Penguins. Draftován byl v roce 2012 ze 30. pozice týmem Anaheim Ducks.

## Hráčská kariéra
Ve Vstupním draftu NHL 2011 si jej jako posledního v 1. kole ze 30. pozice vybral tým Anaheim Ducks. První utkání v dresu Ducks v National Hockey League (NHL) odehrál po výluce v sezóně 2012/13, dne 19. ledna 2013, proti Vancouveru Canucks. První bod si v této soutěži připsal 8. listopadu 2013, když přihrával na gól Andreweho Cogliana v utkání proti Buffalu Sabres. Dne 25. dubna 2014 vstřelil svou první branku v NHL, když v utkání play-off proti Dallasu Stars překonal finského brankáře Kariho Lehtonena.

## Reprezentační kariéra
Rakell reprezentoval Švédsko na třech juniorských šampionátech v letech 2011, 2012 a 2013, během nichž chronologicky obsadil s mužstvem čtvrté, první a druhé místo.
V polovině srpna 2016 nahradil v nominaci pro Světový pohár v ledním hokeji 2016 v Torontu vedenou Rikardem Grönborgem útočníka Alexandera Steena. Kvůli žaludečním problémům však vypadl po přípravných zápasech ze soupisky a byl nahrazen Patrikem Berglundem.

## Statistiky

### Klubové statistiky
| Sezona      | Klub                | Soutěž      | Základní část | Základní část | Základní část | Základní část | Základní část | Play off | Play off | Play off | Play off | Play off |
| Sezona      | Klub                | Soutěž      | Z             | G             | A             | B             | TM            | Z        | G        | A        | B        | TM       |
| ----------- | ------------------- | ----------- | ------------- | ------------- | ------------- | ------------- | ------------- | -------- | -------- | -------- | -------- | -------- |
| 2009/10     | AIK                 | J20         | 8             | 3             | 1             | 4             | 2             | 2        | 1        | 0        | 1        | 0        |
| 2010/11     | Plymouth Whalers    | OHL         | 49            | 20            | 25            | 45            | 12            | 1        | 0        | 0        | 0        | 0        |
| 2011/12     | Plymouth Whalers    | OHL         | 60            | 28            | 34            | 62            | 12            | 13       | 2        | 10       | 12       | 0        |
| 2012/13     | Plymouth Whalers    | OHL         | 40            | 21            | 23            | 44            | 12            | 15       | 6        | 9        | 15       | 10       |
| 2012/13     | Anaheim Ducks       | NHL         | 4             | 0             | 0             | 0             | 0             | —        | —        | —        | —        | —        |
| 2013/14     | Norfolk Admirals    | AHL         | 46            | 14            | 23            | 37            | 12            | 1        | 0        | 1        | 1        | 0        |
| 2013/14     | Anaheim Ducks       | NHL         | 18            | 0             | 4             | 4             | 2             | 4        | 1        | 1        | 2        | 0        |
| 2014/15     | Anaheim Ducks       | NHL         | 71            | 9             | 22            | 31            | 10            | 16       | 1        | 0        | 1        | 2        |
| 2014/15     | Norfolk Admirals    | AHL         | 2             | 1             | 3             | 4             | 0             | —        | —        | —        | —        | —        |
| 2015/16     | Anaheim Ducks       | NHL         | 72            | 20            | 23            | 43            | 19            | 7        | 1        | 1        | 2        | 0        |
| 2016/17     | Anaheim Ducks       | NHL         | 71            | 33            | 18            | 51            | 12            | 15       | 7        | 6        | 13       | 0        |
| 2017/18     | Anaheim Ducks       | NHL         | 77            | 34            | 35            | 69            | 14            | 4        | 1        | 0        | 1        | 0        |
| 2018/19     | Anaheim Ducks       | NHL         | 69            | 18            | 25            | 43            | 27            | —        | —        | —        | —        | —        |
| 2019/20     | Anaheim Ducks       | NHL         | 65            | 15            | 27            | 42            | 12            | —        | —        | —        | —        | —        |
| 2020/21     | Anaheim Ducks       | NHL         | 52            | 9             | 19            | 28            | 12            | —        | —        | —        | —        | —        |
| 2021/22     | Anaheim Ducks       | NHL         | 51            | 16            | 12            | 28            | 8             | —        | —        | —        | —        | —        |
| 2021/22     | Pittsburgh Penguins | NHL         | 19            | 4             | 9             | 13            | 4             | 2        | 0        | 0        | 0        | 0        |
| 2022/23     | Pittsburgh Penguins | NHL         | 82            | 28            | 32            | 60            | 16            | —        | —        | —        | —        | —        |
| 2023/24     | Pittsburgh Penguins | NHL         | 70            | 15            | 22            | 37            | 22            | —        | —        | —        | —        | —        |
| NHL celkově | NHL celkově         | NHL celkově | 721           | 201           | 248           | 449           | 158           | 48       | 11       | 8        | 19       | 2        |

### Reprezentační statistiky
| 2010            | Švédsko         | SP do 17 let    | Bronzová medaile | 6  | 1 | 1  | 2  | 2  |
| 2011            | Švédsko 20      | MSJ             | 4. místo         | 5  | 0 | 3  | 3  | 2  |
| 2012            | Švédsko 20      | MSJ             | Zlatá medaile    | 6  | 2 | 3  | 5  | 4  |
| 2013            | Švédsko 20      | MSJ             | Stříbrná medaile | 6  | 0 | 6  | 6  | 16 |
| 2018            | Švédsko         | MS              | 1                | 10 | 6 | 8  | 14 | 6  |
| 2021            | Švédsko         | MS              | 9. místo         | 7  | 1 | 1  | 2  | 0  |
| Junioři celkově | Junioři celkově | Junioři celkově | Junioři celkově  | 23 | 3 | 13 | 16 | 24 |
|                 | Seniorská MS    | Celkově         |                  | 17 | 7 | 9  | 16 | 6  |

### Ocenění a úspěchy
- Světový pohár v ledním hokeji do 17 let 2010 bronzová medaile (se Švédskem)
- Memoriál Ivana Hlinky 2010 bronzová medaile (se Švédskem)[5]
- Mistrovství světa juniorů v ledním hokeji 2012 zlatá medaile (se Švédskem)
- Mistrovství světa juniorů v ledním hokeji 2013 stříbrná medaile (se Švédskem)

#### Profily
- Rickard Rakell – statistiky na Hockeydb.com (anglicky)
- Rickard Rakell – statistiky na Elite Prospects (anglicky)
- Rickard Rakell – statistiky na NHL.com

| Předchůdce         | Rickard Rakell                            | Nástupce                  |
| Emerson Etem (USA) | Výběr v prvních kolech Anaheim Ducks 2011 | Hampus Lindholm (Švédsko) |